# Aeroporto di Caienna-Félix Éboué
L'aeroporto di Caienna-Félix Éboué è un aeroporto francese situato vicino alla città di Matoury nel dipartimento della Guyana francese.
L'aeroporto è intitolato a Félix Éboué (1884-1944), politico ed amministratore delle colonie francesi.